# Palazzo Foglia (Crema)
Il Palazzo Foglia, già Obizzi, è una dimora storica di Crema.

## Storia
La famiglia Obizzi non compare nello Stato d'anime della parrocchia della cattedrale del 1608, mentre è citata in quello del 1682. Nell'Estimo del 1685 risultava abitarvi Alessandro Obizzi figlio di Obizzo.
Originaria di una delle località denominate Almenno in provincia di Bergamo, il cognome primitivo della famiglia era De' Frolli; Bettino pervenne a Crema nel corso del XV secolo e in loco predominò il patronimico Obizzi dal nome di battesimo del padre e del figlio di Bettino.
Agli Obizzi con diploma fu conferito il titolo di marchese nel 1706 dal duca di Parma Francesco Farnese.
Ultima degli Obizzi fu Maria che andò sposa al marchese Vincenzo Monticelli e morì a Ripalta Guerina nel 1874 al figlio Carlo Monticelli per decreto di re Umberto I del 10 febbraio 1887 fu concesso di rinnovare il titolo di marchese già della madre e con successivo decreto del 20 febbraio di aggiungere al cognome paterno quello degli Obizzi; ultimo discendente maschio, invece, fu il canonico Antonio il quale, nella veste di Vicario generale, partecipò nel 1802 alla Consulta di Lione durante la quale fu nominato membro del Collegio dei Dotti della Repubblica Italiana. Alla sua morte avvenuta nel 1829 per successione la dimora passò ad Agostino De' Capitani la cui figlia Orsola sposò l'avvocato Pietro Foglia il quale commissionò nel 1875 all'ingegner Francioli alcune modifiche alla facciata conservandone lo stile seicentesco. L'avvocato promosse anche alcune modifiche interne quali la demolizione di un scalone settecentesco per farne posto ad uno nuovo, sontuoso, ricavato riducendo il salone di rappresentanza oltre a tre sale più piccole. 
L'edificio aveva una pianta ad "L" che negli anni 1969-1970 fu trasformata in una forma a "U" con la costruzione di una nuova ala in sostituzione delle antiche scuderie e riducendo lo spazio del cortile.

## Caratteristiche
L'edificio mantiene un gusto seicentesco nonostante gli interventi del XIX secolo: il portale si colloca in posizione centrale ed è circondato da una fascia a bugnato; le finestre del primo piano, sia quelle che si affacciano su via Ponte Furio sia quelle verso via Frecavalli, presentano semplici cornici. Più elaborate quelle del secondo piano che sono provviste di cimasa con architrave. Una serie di oculi caratterizza il sottogronda.
L'androne conduce ad un portico già in stile neoclassico, con colonne di ordine tuscanico, da cui si accede allo scalone con elaborata ringhiera in ferro battuto; del vecchio scalone rococò è sopravvissuto il soffitto con lanterna (chiusa) e nervature in stucco alternate ad affreschi ottocenteschi di armi, vasi di fiori, finti tendaggi ripresi anche alle pareti. 
Antiche le sovrapporte con la rappresentazione delle Virtù cardinali, il ciclo allegorico dell'amore e paesaggi di fantasia. 